# Veleposlaništvo Republike Slovenije na Irskem
Veleposlaništvo Republike Slovenije na Irskem (uradni naziv Veleposlaništvo Republike Slovenije Dublin, Irska) je diplomatsko-konzularno predstavništvo (veleposlaništvo) Republike Slovenije s sedežem v Dublinu (Irska). Leta 2012 je bilo veleposlaništvo zaprto. Po osmih letih se je Slovenija odločila da ponovno odpre Veleposlaništvo v Republiki Irski. Od 31. Julija 2020 v Dublinu deluje konzularno predstavništvo.
Trenutni veleposlanik je Matej Marn.

## Veleposlaniki
- Matej Marn (2025-danes)
- Stanislav Vidovič (2020-2025)
- Jasna Geršak (2009-2012)
- Franc Mikša (2005-2009)
- Helena Drnovšek Zorko (2002-2004)